# Bunker Museum Terschelling
Bunker Museum Terschelling is een museum over de Tweede Wereldoorlog op het Nederlandse eiland Terschelling. Het museum is onderdeel van de Stichting Bunkerbehoud Terschelling.

## Museumbunkers
De Duitse radarstelling Tiger was onderdeel van de  Atlantikwall en bestond uit honderd bunkers. Van de vijfentachtig nog aanwezige bunkers zijn er vier aangewezen als museumbunker.
- Commandobunker. De bunker van het type St.-L487 heeft de codenaam Bertha. Het is de grootste bunker van Terschelling (20,6  bij 19,8 meter) en heeft twee verdiepingen met een hoogte van 8,6 meter. De muurdikte is 2 meter. In de bunker werden de radargegevens van de Freya en de Wassermann verzameld.
- Luchtafweergeschutbunker G23. Sleutelbunker type L410A.
- Kantinebunker G28. De bunker is geheel bovengronds gebouwd. In de voormalige kantine is het bezoekerscentrum ingericht. Foto’s, kaarten, schaalmodellen en een maquette van de Tigerstelling zijn te bezichtigen.[2]
- Gevangenisbunker G63. Bunkertype Küver 408 Funkstelle.

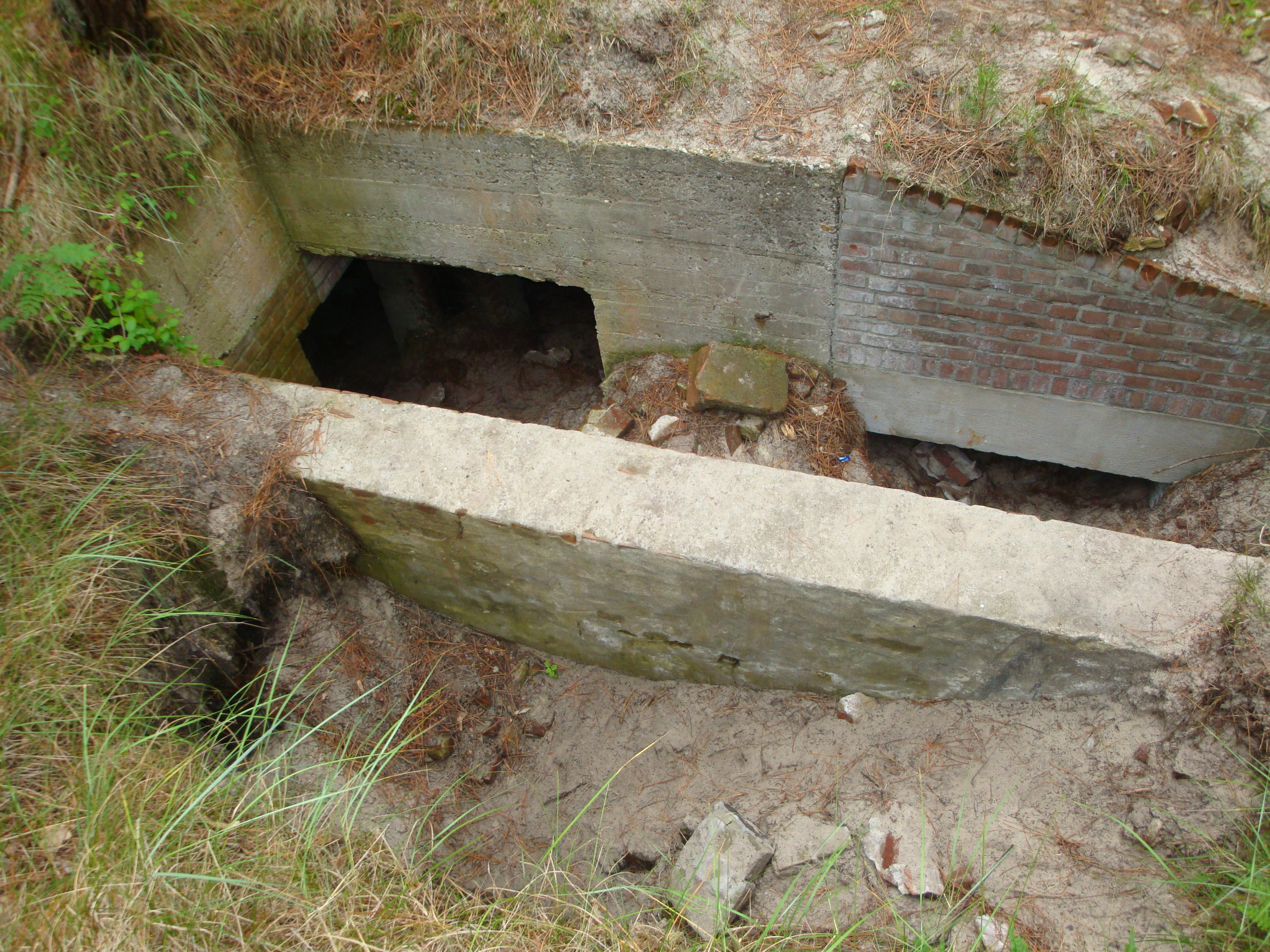
Een bunker van de Tigerstelling
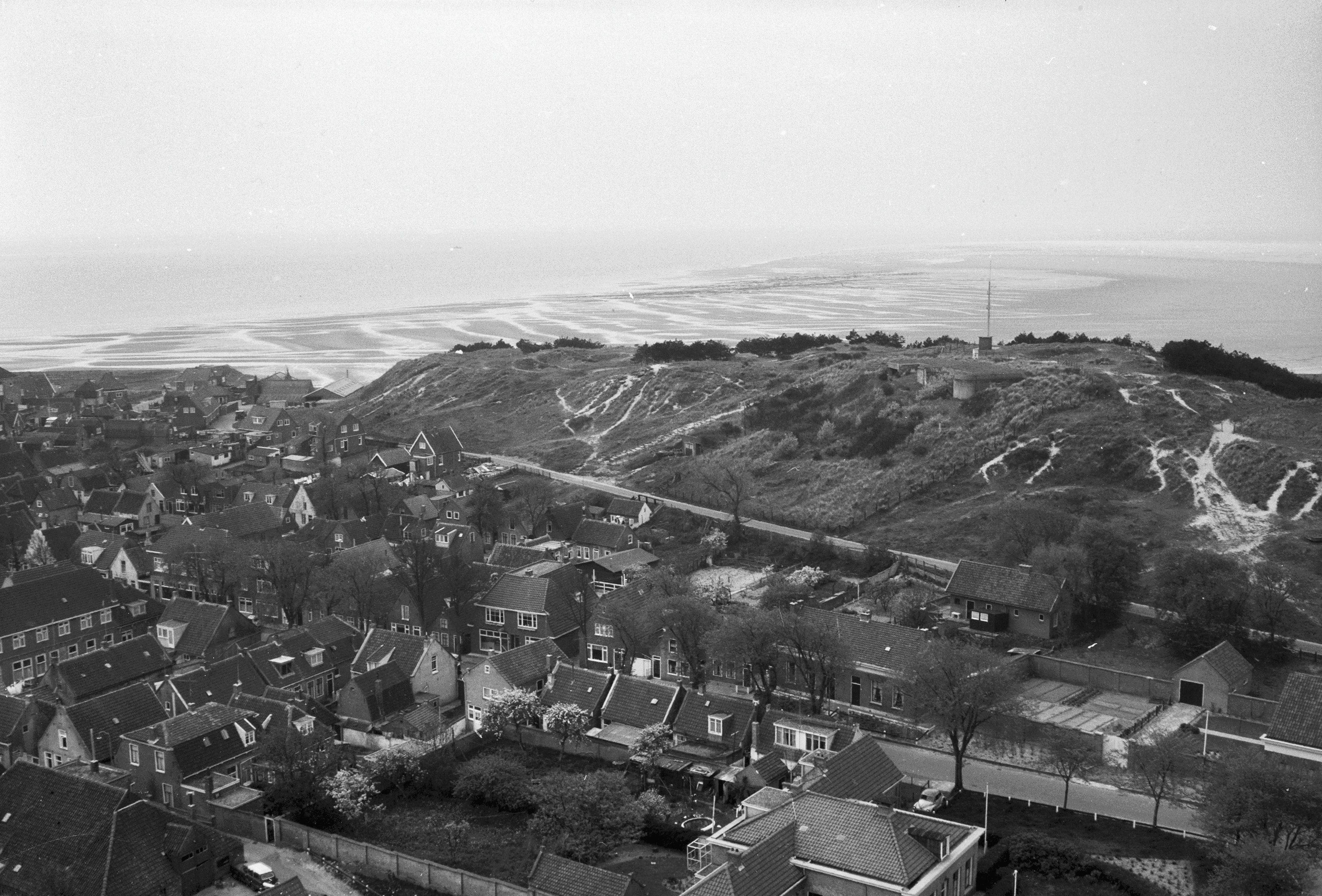
De Wassermannbunker op Terschelling